# Ciclismo nos Jogos Olímpicos de Verão de 1936
O ciclismo nos Jogos Olímpicos de Verão de 1936 foi realizado em Berlim, na Alemanha, com dois eventos de estrada e quatro de pista, todos masculinos. A prova individual contra o relógio foi substituída pela prova em estrada.

## Eventos do ciclismo
Masculino: Estrada individual | Equipes contra o relógio | 1 km contra o relógio | Velocidade | Tandem | Perseguição por equipes

## Estrada individual masculino
| Pos. | País         | Atletas            |
| ---- | ------------ | ------------------ |
|      | França (FRA) | Robert Charpentier |
|      | França (FRA) | Guy Lapébie        |
|      | Suíça (SUI)  | Ernst Nievergelt   |

## Equipes contra o relógio masculino
| Pos. | País          | Atletas                                               |
| ---- | ------------- | ----------------------------------------------------- |
|      | França (FRA)  | Robert Charpentier Robert Dorgebray Guy Lapébie       |
|      | Suíça (SUI)   | Edgar Buchwalder Ernst Nievergelt Kurt Ott            |
|      | Bélgica (BEL) | Auguste Garrebeek Armand Putzeys François Vandermotte |

## 1 km contra o relógio masculino
| Pos. | País                | Atletas        |
| ---- | ------------------- | -------------- |
|      | Países Baixos (NED) | Arie van Vliet |
|      | França (FRA)        | Pierre Georget |
|      | Alemanha (GER)      | Rudolf Karsch  |

## Velocidade individual masculino
| Pos. | País                | Atletas        |
| ---- | ------------------- | -------------- |
|      | Alemanha (GER)      | Toni Merkens   |
|      | Países Baixos (NED) | Arie van Vliet |
|      | França (FRA)        | Louis Chaillot |

## Tandem masculino
| Pos. | País                | Atletas                      |
| ---- | ------------------- | ---------------------------- |
|      | Alemanha (GER)      | Ernst Ihbe Carl Lorenz       |
|      | Países Baixos (NED) | Bernard Leene Hendrik Ooms   |
|      | França (FRA)        | Pierre Georget Georges Maton |

## Perseguição por equipes masculino
| Pos. | País               | Atletas                                                          |
| ---- | ------------------ | ---------------------------------------------------------------- |
|      | França (FRA)       | Roger-Jean Le Nizerhy Robert Charpentier Jean Goujon Guy Lapébie |
|      | Itália (ITA)       | Severino Rigoni Bianco Bianchi Mario Gentili Armando Latini      |
|      | Grã-Bretanha (GBR) | Ernest Mills Harry Hill Ernest Johnson Charles King              |

## Quadro de medalhas do ciclismo
| Ordem | País              | Medalha de ouro | Medalha de prata | Medalha de bronze | Total |
| ----- | ----------------- | --------------- | ---------------- | ----------------- | ----- |
| 1     | FRA França        | 3               | 2                | 2                 | 7     |
| 2     | GER Alemanha      | 2               | 0                | 1                 | 3     |
| 3     | NED Países Baixos | 1               | 2                | 0                 | 3     |
| 4     | SUI Suíça         | 0               | 1                | 1                 | 2     |
| 5     | ITA Itália        | 0               | 1                | 0                 | 1     |
| 6     | BEL Bélgica       | 0               | 0                | 1                 | 1     |
| 6     | GBR Grã-Bretanha  | 0               | 0                | 1                 | 1     |